# Arans
Arans ist ein Dorf in der Parroquía Ordino in Andorra. Es liegt auf einer Höhe von 1385 Metern und zählte im Jahr 2024 245 Einwohner.

## Lage
Arans liegt im Norden des Landes Andorra und im Südwesten der Parroquía Ordino. Östlich des Dorfes fließt der Riu Valira d'Orient und südlich des Dorfes der Canal de Tavenell.